# Bullabulling
Bullabulling is een plaats in de regio Goldfields-Esperance in West-Australië.

## Geschiedenis
Ten tijde van de Europese kolonisatie leefden de Maduwongga Aborigines in de streek. Ze hadden eerder de Kalamaia naar het westen gedreven.
De eerste Europeanen die door de streek trokken waren de ontdekkingsreizigers Henry Maxwell Lefroy in 1863 en Charles Cooke Hunt in 1864. Lefroy leerde van de Aborigines diverse manieren om aan water te geraken. Hunt maakte gebruik van Lefroy's aantekeningen. Hij groef met zijn ploeg gevangenen waterputten en legde dammen aan om het water op te vangen dat na regenbuien van grote rotsformaties liep. Het werk van beide ontdekkingsreizigers maakte de prospectie en ontwikkeling van de streek later mogelijk.
Rond 1894 werd in Bullabulling een dam aangelegd om water dat van een grote rotsformatie afliep op te slaan. De dam werd aangelegd om de spoorweg tussen Southern Cross en Coolgardie mogelijk te maken. Treinen werden toen nog door stoomlocomotieven getrokken.
Begin 1895 vond een goldrush plaats op het alluviaal goud rondom Bullabulling. In 1896 werd het 'Rock Hotel' geopend en een jaar later een postkantoor. Bulla Bulling werd in 1898 officieel gesticht. De spelling werd in 1944 aangepast tot Bullabulling.
In 1900 vermeldde het postregister 46 postadressen rondom Bullabulling. De aanleg van C.Y. O'Connors meer dan 500 kilometer lange waterpijpleiding naar Kalgoorlie zorgde tot 1902 voor extra inwoners. In 1907 werd het postkantoor gesloten en de postdienst vanuit het hotel voortgezet. Het spoorwegstation werd in de jaren 1920 afgebroken. In de jaren 1940 stonden er 14 arbeidershuisjes in Bullabulling. De spoorwegarbeiders die de spoorweg onderhielden vonden er onderdak. De stoomlocomotieven werden in de jaren 1950 door diesellocomotieven vervangen en de dam raakte in onbruik. Op 3 augustus 1968 opende de vernieuwde naar normaalspoor omgespoorde spoorweg. Het traject was meer naar het noorden verlegd en Bullabulling verloor aan belang.
In 1987 werd smaragd ontdekt in de omgeving en in 1992 werd een kleine dagbouwmijn ontwikkeld. Hoewel de smaragd van goede kwaliteit bleek was de mijn niet rendabel.

## 21e eeuw
Bullabulling maakt deel uit van het lokale bestuursgebied (LGA) Shire of Coolgardie. Het district is de grootste producent van mineralen in de regio Goldfields-Esperance. Er zijn een twintigtal mijn- en verwerkingsbedrijven actief.
Midden de jaren 2010 sloot het 'Rock Hotel' de deuren.
Het bedrijf 'Norton Gold Fields PTY Ltd' heeft sinds 2014 de 203 km² grote lease in handen waar het 'Bullabulling Gold Project' gelegen is.
In 2016 telde Bullabulling 11 inwoners.

## Transport
Bullabulling ligt langs de Great Eastern Highway, 528 kilometer ten oostnoordoosten van de West-Australische hoofdstad Perth, 65 kilometer ten zuidwesten van het aan de Goldfields Highway gelegen Kalgoorlie en 30 kilometer ten westen van Coolgardie, de hoofdplaats van het lokale bestuursgebied waarvan het deel uitmaakt.
De Eastern Goldfields Railway loopt een paar kilometer ten noorden van Bullabulling maar er is geen halteplaats.

## Klimaat
Bullabulling kent een koud steppeklimaat, BSk volgens de klimaatclassificatie van Köppen.